# Рівненська духовна семінарія

Рівненська духовна семінарія, повна назва «Релігійна організація «Вищий духовний навчальний заклад «Рівненська духовна семінарія» — сучасний навчальний заклад Православної церкви України в місті Рівне, що готує церковно- і священнослужителів цієї конфесії. Відтворена у 2000 р.

## Історія

Рівненська Духовна Семінарія веде свою сучасну історію з початку 90-х років XX століття.
3 липня 1991 року єпископ Полікарп (Пахалюк), видав указ про відкриття Пастирських курсів при єпархіальному управлінні. Після проголошення Акта про незалежність України прокинулась національна свідомість в прибічників так званої Руської Православної Церкви і почався масовий перехід до УАПЦ, і щоб їх духовно оберігати, потрібно було мати багато духівників. Із весни 1991 року по літо того ж року тривав прийом вступників на Пастирські курси. Так, за шість місяців назбиралося 28 слухачів Пастирських курсів.
Основну кількість бажаючих пройти Пастирські курси становили рівняни та жителі області, незначний відсоток - мешканці інших областей України. Керівником Пастирських курсів був єпископ Полікарп (Пахалюк). Основні предмети на Пастирських курсах читали архієпископ Роман та отець Адам Мельник. Термін навчання становив шість місяців.
План та програму навчання було затверджено 14 вересня 1991 року єпископом Полікарпом.
18 березня 1993 року новопризначений керуючий Рівненсько-Острозькою єпархією архієпископ  Роман (Балащук) видав указ про відновлення Пастирських курсів. І вже з лютого 1993 року розпочався новий набір вступників на Пастирські курси. Всього на курси було подано 14 прохань від абітурієнтів. Навчання на відновлених курсах відбувалося за попередньо складеною програмою. Курси функціонували до осені 1996 року, коли новопризначений керувати єпархією єпископ Серафим (Верзун) переформував Пастирські курси в Рівненське Духовне училище.
Своє існування Рівненське Духовне училище розпочало із 16 жовтня1996 року, коли педагогічна рада направила звернення до Священного Синоду УПЦ КП і облдержадміністрації про реєстрацію Рівненського Духовного училища. На засіданні педагогічна рада затвердила викладацький склад, духівника училища, секретаря, інспектора. Ректором став архієпископ Серафим (Верзун). Першими викладачами училища були: о. Микола Головченко, о. Віталій Друзюк, о. Андрій Горобець, Мирослава Горобець, Едуард Татарук, Йосип Пацула, Гурій Бухало. 
У 1999 р. курси було реорганізовано в Рівненське Духовне Училище, а з 2000 року, стараннями митрополита Рівненського й Острозького Даниїла, — в Рівненську Духовну Семінарію .

## Сучасний стан
Семінарія має богословське відділення, яке готує бакалаврів богослов'я (термін навчання 4 роки). На відділенні є стаціонарна та заочна форма навчання. В семінарії вивчаються Біблія, богословські, історичні та гуманітарні науки, церковний спів. Семінарія має навчальний храм на честь св. апостола Андрія Первозванного, два гуртожитки, бібліотеку та читальний зал.

## Кафедри
- Церковної історії та церковно-практичних дисциплін
- Богослов'я та Священного Писання
- Регентське відділення

## Керівництво
- ректор протоієрей Віталій Лотоцький (2019)